# Ploegsteert

Lage Ploegsteerts in der Gemeinde Comines-Warneton

Ploegsteert ist ein Dorf in Westbelgien mit etwa 1900 Einwohnern und ein Ortsteil der Gemeinde Comines-Warneton in der Provinz Hennegau. Es liegt nahe an der französischen Grenze, etwa 5 Kilometer nördlich des Stadtzentrums von Armentières. Nachbarorte sind Le Bizet im Süden, Le Gheer im Osten, Mesen im Norden sowie Nieuwkerke und Wulvergem im Nordwesten.
Ploegsteert wurde 1596 als Plocsteert erstmals erwähnt. Im Ersten Weltkrieg war das Gebiet in den Flandernschlachten stark umkämpft, wovon zahlreiche Gedenkstätten und Soldatenfriedhöfe Auskunft geben. Nördlich des Dorfes liegt im Bois de Ploegsteert der Hyde Park Corner (Royal Berks) Commonwealth War Graves Commission Cemetery, der später auf der gegenüberliegenden Straßenseite eine Erweiterung erhielt. Auf letzterer befindet sich das Ploegsteert Memorial to the Missing, in dem die Namen von mehr als 11.000 vermissten britischen und Commonwealth-Soldaten eingraviert sind.

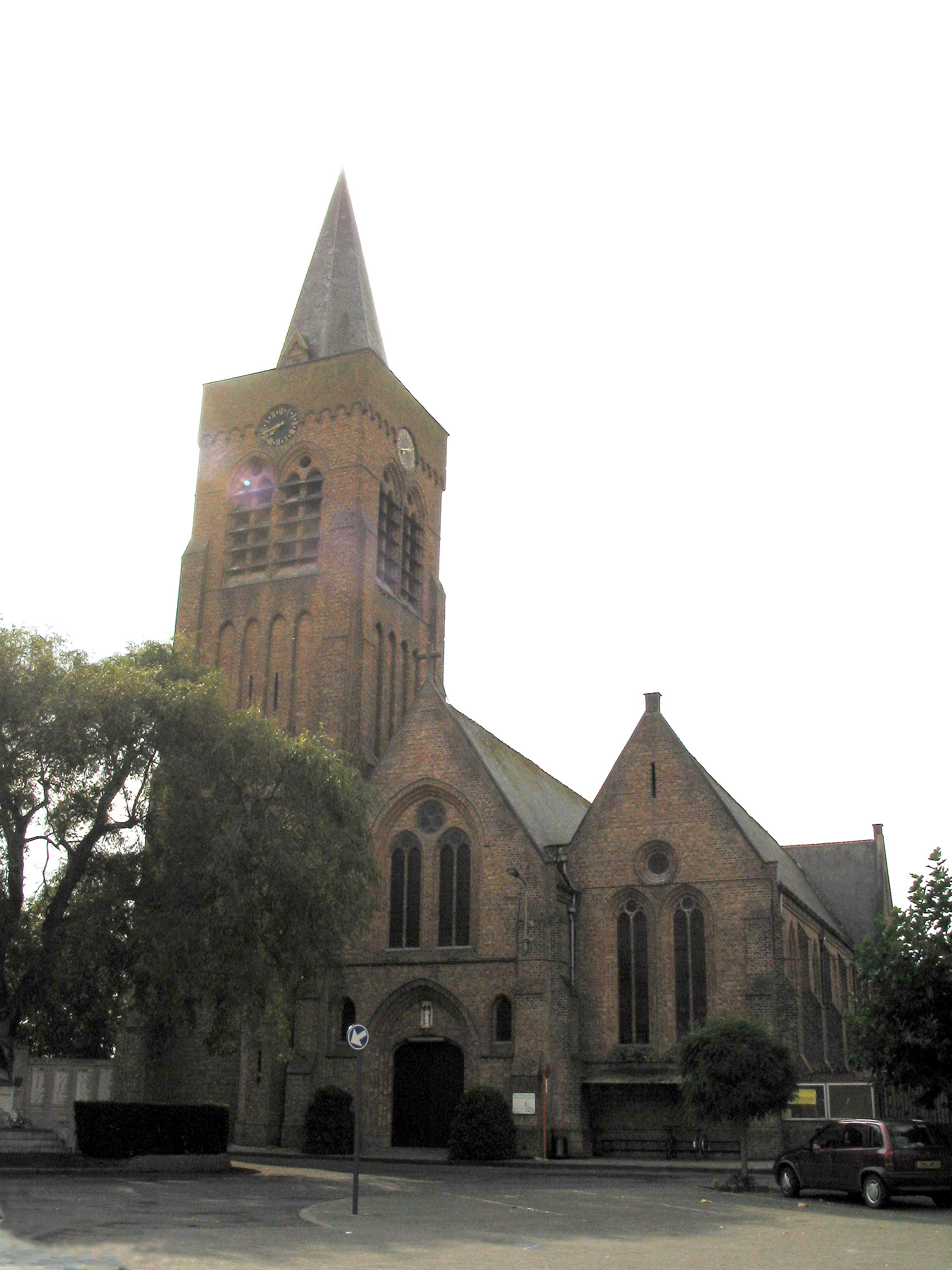
Kirche Saints-Pierre-et-Paul
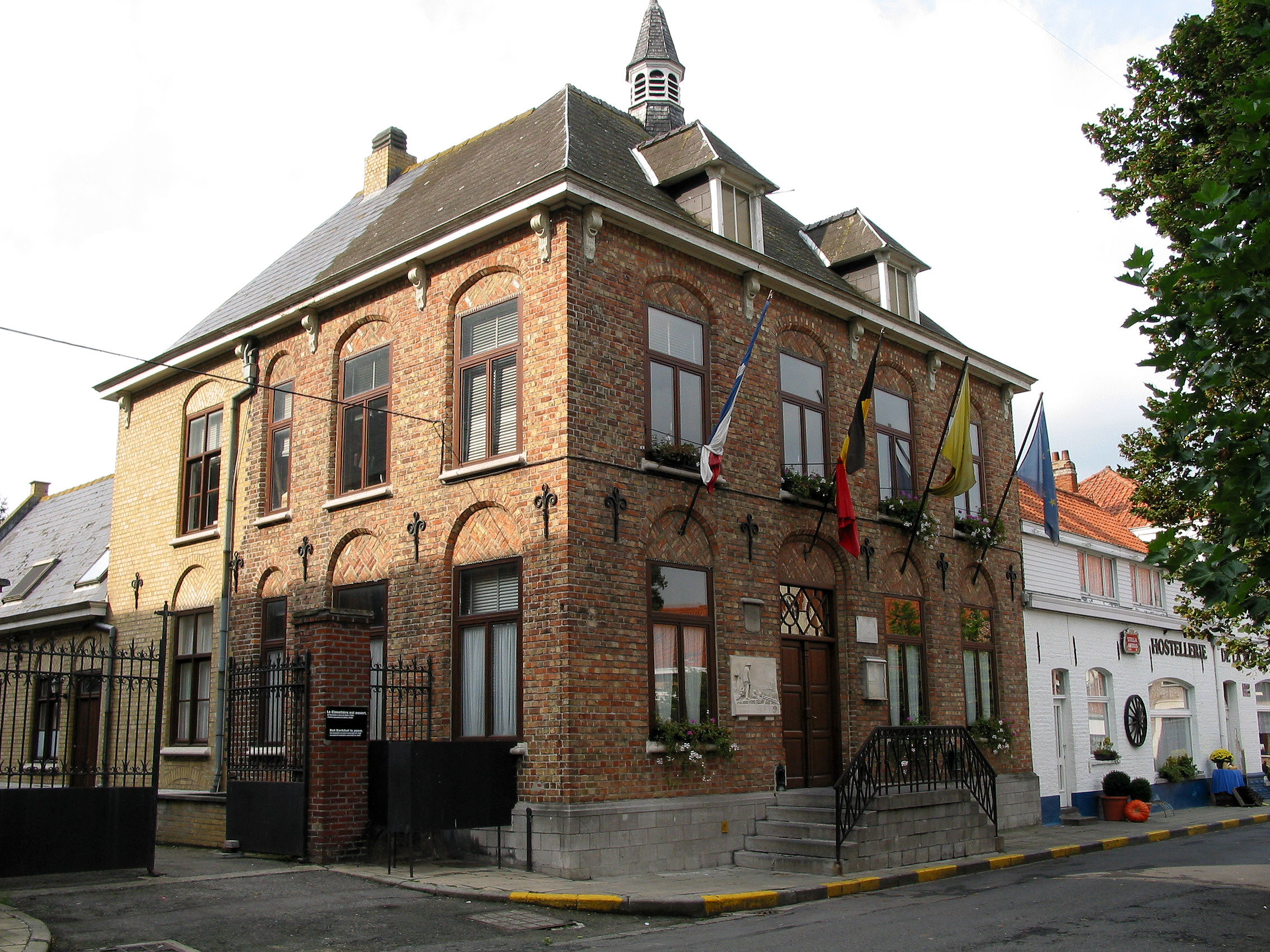
Ehemaliges Gemeindehaus
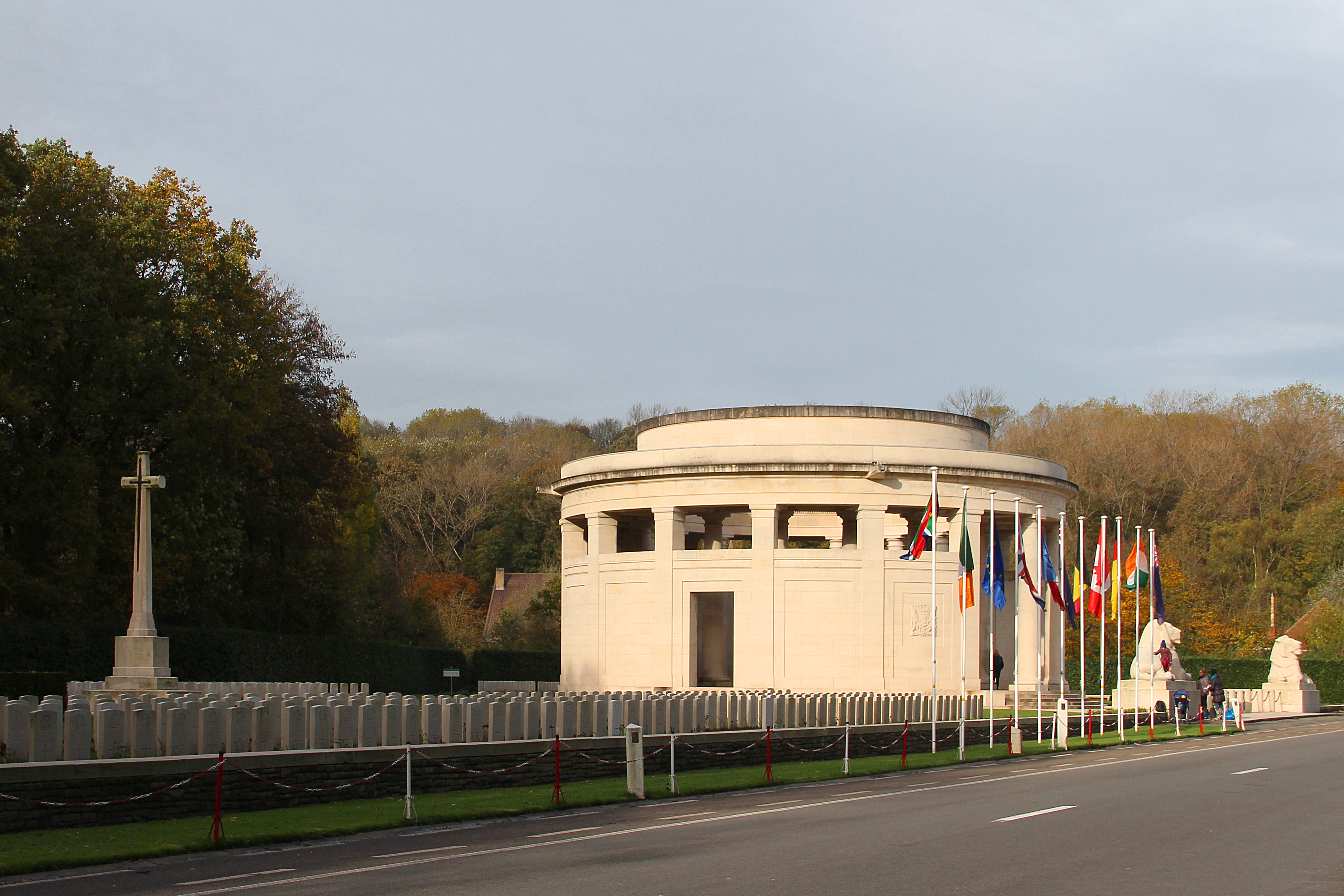
Berks CWGC Cemetery Extension mit Ploegsteert Memorial to the Missing
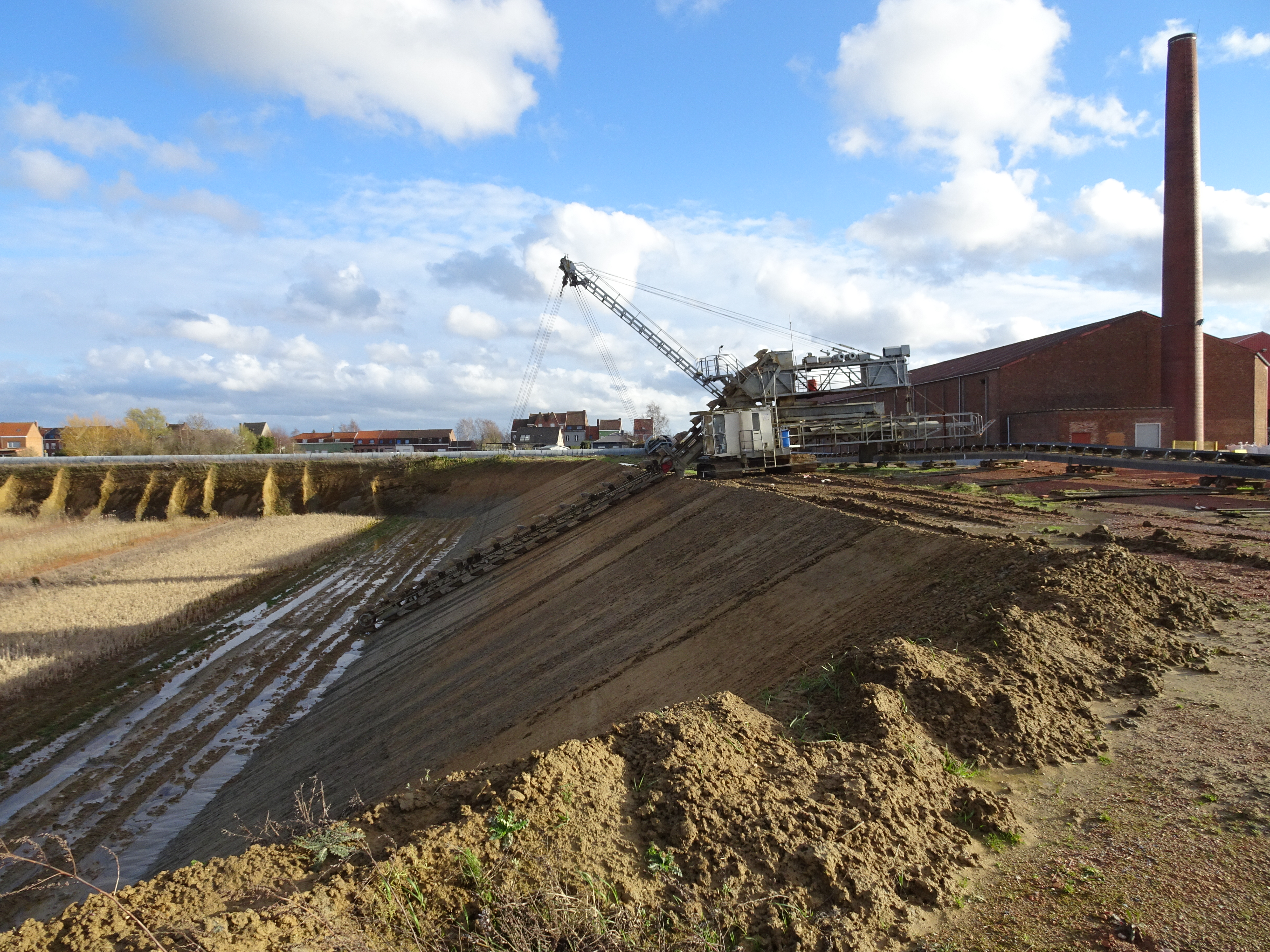
Standort der Ziegelei
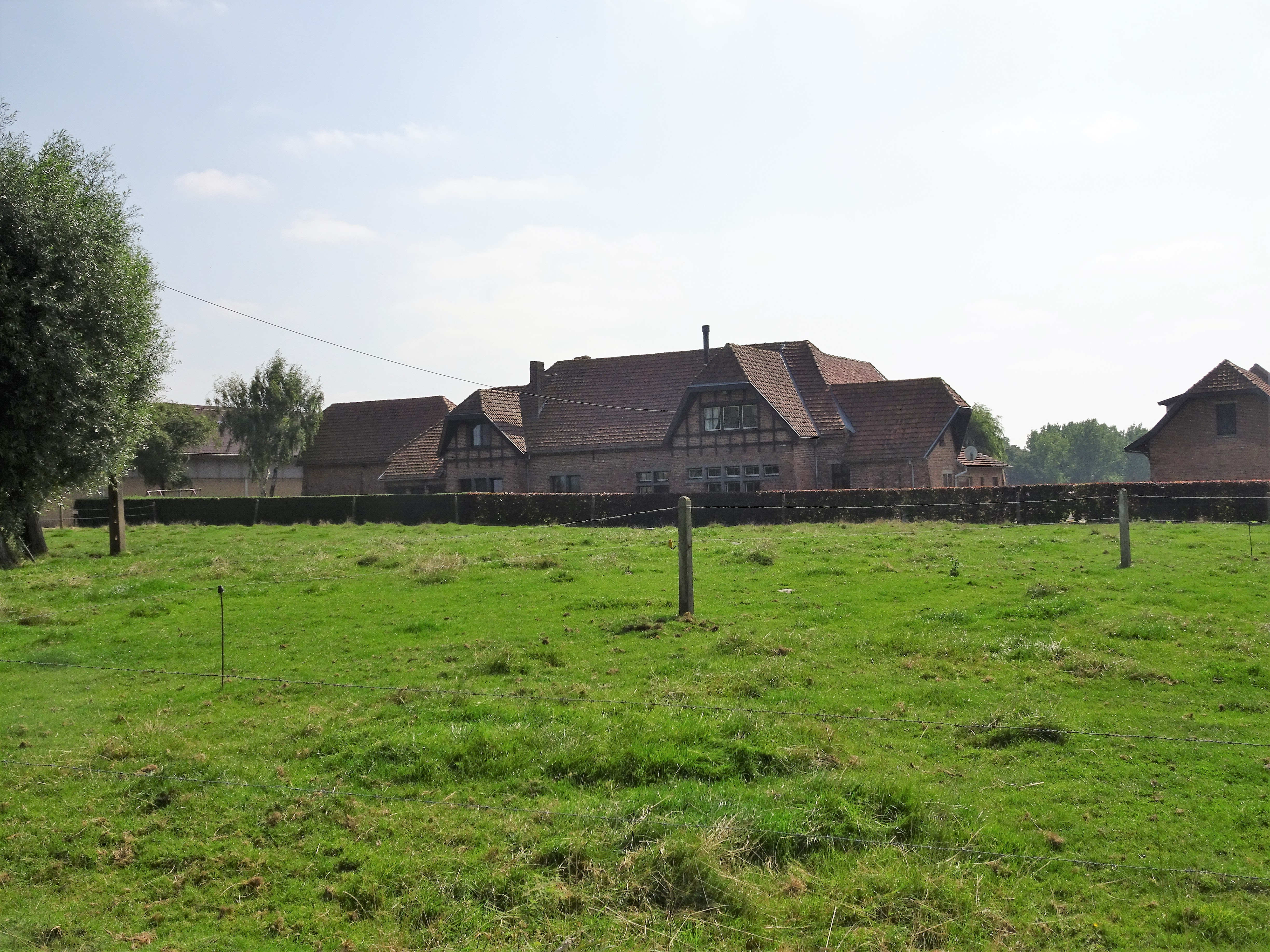
Bauernhaus von Rozenberg